# Samuel Alfred Mitchell
Samuel Alfred Mitchell,  född 29 april 1874 i Kingston, Ontario, död 22 februari 1960 i Bloomington, Indiana, var en kanadensisk-amerikansk astronom.

## Biografi
Mitchell tog 1898 doktorsgraden i Baltimore, var från 1908–1913 anställd vid universitetet i New York och utnämndes 1913 till professor i astronomi och direktör för McCormick-observatoriet i Charlottesville. Under hans ledning ägnade man sig detta observatorium åt mätning av stjärnparallaxer, varom utsändes flera avhandlingar; således utgav Mitchell tillsammans med Charles Pollard Olivier och Harold Alden Parallaxes of 260 Stars, derived from Photographs made at the McCormick Observatory (New York 1920), som även innehåller en diskussion av stellarstatistiska frågor, och Trigonometric Parallaxes of 440 Stars (Publications of the Leander McCormick Observatory Nr. 4, 1927). 
Mitchell var även expert på solförmörkelser och skrev bland annat Eclipses of the Sun (Columbia University Press, 1923). Över kromosfärens linjer utgav han en större förteckning, Wave-lengths of the Chromosphere from Spectra obtained at the 1905 Eclipse (Astrophysical Journal 1913). Han undersökte Orionnebulosan med hjälp av en spaltlös spektrograf och visade, att dess form och ljusfördelningen i denna ändrades med våglängden hos det ljus, den blev fotograferad i, varav man kan dra slutsatsen, att den består av olika gaser, som antingen inte är jämnt fördelade i denna eller lyser olika i dess olika delar. Vidare intresserade han sig för framtagandet av en fotometrisk storleksskala. Tillsammans med Charles Greeley Abbot utgav han The Fundamentals of Astronomy (London 1927).

## Utmärkelser
Mitchell tilldelades James Craig Watson-medaljen 1948. Asteroiden 2624 Samitchell är uppkallad efter honom.